# Albert Capellani

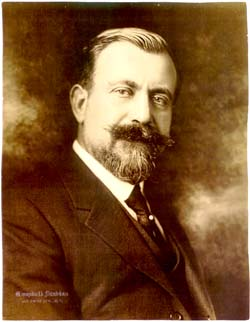
Albert Capellani

Albert Capellani (* 23. August 1874 in Paris; † 26. September 1931 ebenda) war ein französischer Theaterschauspieler, Filmregisseur, Drehbuchautor und Produzent.

## Leben
Capellani lernte Schauspiel am Pariser Conservatoire d’Art Dramatique, unter anderem bei Le Bargy. Er begann seine Karriere als Theaterschauspieler am Théâtre Libre d’Antoine und arbeitete später auch am Odéon. Aufgrund seines Organisationstalents wurde er bald Bühnenmanager von Firmin Gémier und übernahm 1903 einen Managerposten im Pariser Varietétheater Alhambra.
1905 kam Albert Capellani zum Film. Bei Pathé Frères arbeitete er als Regisseur unter Ferdinand Zecca und schuf kurze Dramen und Ausstattungsfilme. 1908 gründete Pathé die Société Cinématographique des Auteurs et Gens de Lettres (S.C.A.G.L.) und machte Capellani zu deren künstlerischem Leiter. Die neue Gesellschaft im Pathé-Konzern sollte sich mit Drehbüchern von bekannten Bühnenautoren und der Verfilmung von Werken der Literatur an ein zahlungskräftiges bürgerliches Publikum wenden. Bekannt wurde diese Bewegung in Frankreich unter dem Begriff Film d’Art. Zu den von Capellani betreuten Regisseuren gehörten unter anderem Georges Denola, Georges Monca, Michel Carré und Henri Estievant.
Capellani, der bereits Erfahrung mit kurzen und mittellangen Filmen hatte, übernahm die Regien wichtiger Produktionen selbst und ging wegen der komplexen Handlungen der literarischen Vorlagen zu Langfilmen über. Es entstanden L’Assommoir (1909), Notre-dame de Paris (1911), Les Mystères de Paris (1911), Le Chevalier de Maison Rouge (1912), Menschen unter Menschen (1912), La Glu (1913), sowie Germinal (1913) und das zweistündige ', die als Höhepunkt Capellanis Schaffens in Frankreich gelten und international erfolgreich waren. Durch seine Verbindungen zur Pariser Theaterszene konnte er zahlreiche Bühnendarsteller zu Auftritten im Film bewegen, darunter seinen Bruder Paul Capellani, Berthe Bovy, Jacques Grétillat, Henri Krauss und die Varietékünstlerin Mistinguett.
Mit Beginn des Ersten Weltkriegs 1914 ging Capellani in die USA. Eine seiner ersten Arbeiten dort war 1915 eine Verfilmung von Dumas’ Kameliendame mit Clara Kimball Young in der Titelrolle. Die Schauspielerin übernahm auch in den folgenden Jahren häufig Hauptrollen in Capellanis Filmen. Bis 1918 drehte er für verschiedene Filmgesellschaften, zuletzt mehrere Filme für die Metro Picture Corporation und Nazimova. Von 1919 bis 1920 hatte er seine eigene Produktionsgesellschaft, die Albert Capellani Productions. Im ersten Film seiner Gesellschaft, Oh Boy! (1919) nach einem Bühnenmusical mit Musik von Jerome Kern, hatte Capellani seinen wahrscheinlich einzigen Filmauftritt. Bis 1922 arbeitete er noch in den USA, dann ging er zurück nach Frankreich, wo er erfolglos versuchte, amerikanische Methoden des Filmemachens zu importieren.
Seine letzten Lebensjahre waren von schwerer Krankheit und finanzieller Unsicherheit gezeichnet. Er litt an Paralyse und starb im Alter von 57 Jahren.

## Rezeption
Albert Capellanis Werk ist im Wesentlichen dem Film der 1900er und 1910er Jahre zuzurechnen. Diese Frühphase ist von der Filmgeschichtsschreibung und der filmwissenschaftlichen Forschung über eine lange Zeit hinweg kaum beachtet worden. Sie galt als eine Phase primitiven und unbeholfenen Filmemachens, aus der nur einige wenige Gestalten wie etwa David Wark Griffith, Charlie Chaplin oder Victor Sjöström herausragten, in denen sich ein reifes Verständnis vom Film als eigenständigem künstlerischem Medium ankündigte. Erst in den letzten Jahrzehnten des 20. Jahrhunderts begann der filmwissenschaftliche Blick, sich unter dem Titel New Film History auch den besonders vernachlässigten ersten beiden Jahrzehnten des Films bis zum Ersten Weltkrieg zuzuwenden.
In älteren filmhistorischen Arbeiten wird Capellani, sofern er überhaupt Erwähnung findet, als Vertreter einer zu Recht in Vergessenheit geratenen Art des Filmemachens betrachtet. Georges Sadoul etwa spricht in seiner viel gelesenen Geschichte der Filmkunst (franz. Orig. 1955) Capellani zwar einige Verdienste zu, so zum Beispiel "Nüchternheit von Spiel und Regie", doch das Gesamturteil fällt verheerend aus: Capellani bediene sich der "Ästhetik des photographierten Theaters", und in seinen Spielfilmen entdeckt Sadoul "nichts als eine lange Reihe 'lebender Bilder'". Noch negativer urteilen Ulrich Gregor und Enno Patalas in ihrer Geschichte des Films (zuerst 1962): Dort wird Capellani als Vertreter "eines ebenso wirklichkeitsfremden wie akademischen Genres: des Film d’Art" eingeführt. Dieses Genre wird von Gregor/Patalas im Weiteren folgendermaßen charakterisiert: "Hauptattraktion war jedes mal das Mitwirken eines von der Bühne her bekannten Schauspielers. Von der Bühne war auch der Stil der Filme bestimmt: theatralische Konventionen walteten in Regie und Dekor; die Darsteller ‚deklamierten’ vor der Kamera."
Die Urteile der älteren Filmhistoriker standen jedoch auf wackligen Beinen, da sie in der Regel nicht auf einer hinreichenden Kenntnis der Filme beruhten, die weitestgehend unzugänglich waren. Noch Richard Abel, der Capellani in seinem The Ciné Goes to Town. French Cinema 1896–1914 (1994) vergleichsweise umfangreich würdigt, hatte lediglich Zugang zu einer Handvoll früher Kurzfilme und zu lückenhaften Kopien der Spielfilme. In den Urteilen älterer Filmhistoriker wie Sadoul und Gregor/Patalas spiegelt sich eine ablehnende Haltung gegenüber Capellani, die ihren Ursprung in den frühen 1920er Jahren hat. Capellanis längere Spielfilme ab 1908 waren durchaus mit großem Publikumserfolg gelaufen und dies insbesondere, nachdem sich um 1912/13 die nach dem Vorbild des bürgerlichen Theaters ausgestatteten Kinos als Abspielstätten etabliert hatten. Der Film d’Art geriet aber nach dem Ersten Weltkrieg zunehmend ins Abseits. Die Filmhistorikerin Mariann Lewinsky hat die Vermutung geäußert, die Kritik von Seiten der surrealistischen Bewegung habe maßgeblich zu diesem Umstand beigetragen. Aus ihrer antibürgerlichen Haltung heraus lehnten die Surrealisten den an bürgerlichen Bildungsidealen orientierten Film d’Art ab und bewunderten stattdessen "die Brüche mit den Konventionen, alles Unsaubere, Groteske und die Freiheit zu jeglicher Verdrehung", die sie etwa im US-amerikanischen Slapstick-Kino oder in den Serials von Louis Feuillade entdeckten. Im avantgardistisch geprägten französischen Nachkriegskino und bei dessen Fürsprechern galten der Film d’Art und mit ihm das Werk Capellanis jedenfalls als theaterhaft, pompös und überholt. Weil Capellanis Filme bald auch nicht mehr zugänglich waren, verschwand ebenso jegliche Gelegenheit, das negative Urteil einer Überprüfung zu unterziehen.
Eine Wiederentdeckung Capellanis fand erst nach der Jahrtausendwende statt. Im Rahmen des Programms Cento anni fa, das Teil des jährlichen Stummfilmfestivals Il Cinema Ritrovato in Bologna ist, hat dessen Kuratorin Mariann Lewinsky seit 2006 sukzessive Filme von Capellani gezeigt, bevor es dort im Jahre 2010 zu einer umfassenden Retrospektive kam, die sich schwerpunktmäßig demjenigen Teil von Capellanis Werk widmete, der zwischen 1906 und 1914 in Frankreich entstanden ist. Zur Werkschau wurde eine DVD mit Begleitbuch produziert, der bald zwei weitere DVD-Veröffentlichungen in Frankreich und Belgien folgten, so dass es mittlerweile möglich ist, sich auch unabhängig von Vorführungen in Filmmuseen oder auf Filmfestivals einen repräsentativen Überblick über das Werk von Albert Capellani zu verschaffen. Die auf DVD zugänglichen Filme liegen in der Regel in restaurierten Fassungen vor. Flankiert wurden die DVD-Veröffentlichungen von einer ersten wissenschaftlichen Monographie über Capellani.
Die Möglichkeit, die Filme von Capellani in ihrer gesamten Vielfalt und auf der Basis integraler Fassungen in Augenschein zu nehmen, hat auch eine Neubewertung des Werks eingeleitet. Die Einschätzung früherer Filmhistoriker, Capellani sei im Wesentlichen der Ästhetik des Theaters verhaftet geblieben, wird inzwischen massiv in Zweifel gezogen. Bereits Richard Abel hat 1994 darauf hingewiesen, dass Capellani sich in seinen Spielfilmen einer genuin filmischen Erzählweise bedient habe. Die Filmwissenschaftlerin Kristin Thompson hat darüber hinaus geltend gemacht, Capellani habe den seinerzeit vor allem in Europa gängigen Tableau-Stil auf innovative Weise mitgeprägt. Zumindest für den Zeitraum zwischen 1908 und 1913 konstatiert sie, dass Capellani seiner Zeit voraus gewesen sei und filmästhetische Entwicklungen antizipiert habe, die gewöhnlich erst dem Film der Jahre nach dem Ersten Weltkrieg zugeschrieben würden.

## Filme (Auswahl)
- 1905: Le Chemineau
- 1906: Aladin ou la Lampe merveilleuse
- 1906: La Loi du pardon
- 1906: Drame passionnel
- 1906: Mortelle idylle
- 1906: Pauvre mère
- 1906: La fille du sonneur
- 1906: La femme du lutteur
- 1906: L’âge du cœur
- 1907: Les Deux sœurs
- 1907: Le Pied de mouton
- 1907: Cendrillon, ou la Pantoufle merveilleuse
- 1907: Amour d'esclave
- 1908: L'Arlésienne
- 1908: L'Homme aux gants blancs
- 1909: L'Assommoir
- 1911: L'Épouvante
- 1911: Samson und Delilah
- 1911: Le Courrier de Lyon
- 1911: Notre-Dame de Paris
- 1911: L'Intrigante
- 1911: Le Pain des petits oiseaux
- 1912: Menschen unter Menschen (Les Misérables)
- 1913: Germinal
- 1914: Le Chevalier de Maison Rouge
- 1919: The Red Lantern
- 1921: Quatre-Vingt-Treize

## DVD-Veröffentlichungen
- Albert Capellani: Un cinema di grandeur 1905–1911 (hrsg. von Mariann Lewinsky). Cineteca di Bologna, Bologna 2011.
- Coffret Albert Capellani: Les films restaurés d'un pionnier du cinéma (hrsg. von der Cinémathèque française, der Fondation Jérôme Seydoux und Fox Pathé Europa). Pathè, Paris 2011. (Enthält auf 4 DVDs L'Assommoir, Germinal, Le Chevalier de Maison Rouge, Quatre-Vingt-Treize sowie diverse Kurzfilme)
- To Dazzle the Eye and Stir the Heart – The Red Lantern, Nazimova and the Boxer Rebellion. Cinematek, Brüssel 2012. (DVD mit Buch, enthält Capellanis The Red Lantern)[17]